# Megan Tapper
Megan Tapper (født Simmonds; 18. marts 1994) er en jamaicansk atlet, der konkurrerer i hækkeløb.
Hun repræsenterede Jamaica ved sommer-OL 2016 i Rio de Janeiro, hvor hun blev elimineret i semifinalen i 100 meter hækkeløb.
Hun tog bronze for Jamaica i 100 m hæk ved sommer-OL 2020 i Tokyo.